# Phreatia stenostachya
Phreatia stenostachya är en orkidéart som först beskrevs av Heinrich Gustav Reichenbach, och fick sitt nu gällande namn av Friedrich Fritz Wilhelm Ludwig Kraenzlin. Phreatia stenostachya ingår i släktet Phreatia och familjen orkidéer. Inga underarter finns listade i Catalogue of Life.